# تقويم تايلندي

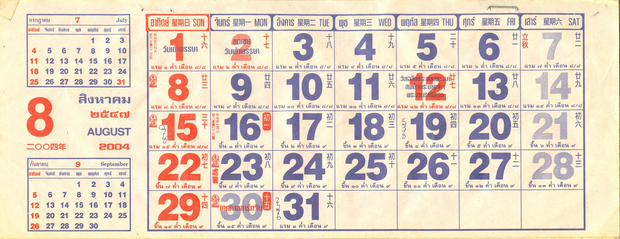
غشت 2547 أو (2005 في التقويم الميلادي)

التقويم الشمسي التايلاندية، سورييا كاتي (التايلاندية: สุริยคติ) اعتمد من قبل الملك شولالونغكورن (راما الخامس) في عام 1888 م كإصدار سيامي من التقويم الميلادي. هو تقويم قانوني في تايلاند، على الرغم أن مواعيد التقويم القمري التايلاندي لا تزال قيد الاستخدام. يتم احتساب السنوات الآن في التاريخ البوذي (التقويم البوذي،พ.ศ. พุทธศักราช، pútthasàkkàrât) الذي بدأ 543 سنة قبل العصر المسيحي (ค.ศ. คริสต์ศักราช، krítsàkkàrât). للسهولة تشمل التقويمات عادة سنوات بعد الميلاد بالارقام التايلاندية والأرقام العربية.